# ممهد
ممهد (به انگلیسی: Mamhead) یک روستا و محله مدنی در بریتانیا است که در Teignbridge واقع شده‌است.